# Dryopteris annamensis
Dryopteris annamensis är en träjonväxtart som först beskrevs av Tag., och fick sitt nu gällande namn av Li Bing Zhang. Dryopteris annamensis ingår i släktet Dryopteris och familjen Dryopteridaceae. Inga underarter finns listade.